# ActionAid
A ActionAid é uma organização não governamental internacional cujo objetivo principal é trabalhar contra a pobreza em todo o mundo.
A ActionAid é uma federação de 45 escritórios internacionais que trabalham com comunidades, muitas vezes por meio de organizações parceiras locais, em uma série de questões de desenvolvimento. Foi fundada em 1972 por Cecil Jackson-Cole como uma instituição de caridade para crianças (originalmente chamada Action in Distress) quando 88 apoiadores do Reino Unido patrocinaram 88 crianças na Índia e no Quênia. O foco principal é proporcionar educação e direitos humanos para crianças, ajudando as pessoas que estão na pobreza e aqueles que enfrentam a discriminação
A ActionAid trabalha com mais de 15 milhões de pessoas em 45 países diferentes para ajudar estas pessoas. Hoje, sua sede está localizada na África do Sul, com hubs na Ásia, nas Américas e na Europa. A ActionAid foi a primeira grande ONG a mudar sua sede do norte global para o sul. A atual estratégia da ActionAid visa "construir um impulso internacional para a justiça social, econômica e ambiental, impulsionada por pessoas que vivem na pobreza e na exclusão".

## Justiça fiscal e econômica
A ActionAid tem feito campanha pela justiça fiscal desde 2008, conduzindo pesquisas sobre os efeitos de vários tratados tributários internacionais e apoiando pessoas e organizações locais a responsabilizar seus governos. Argumenta que a perda de receita por conta de impostos prejudica as pessoas mais pobres e marginalizadas do mundo, que dependem de serviços públicos financiados pelos impostos. É também frequente que as receitas fiscais perdidas nestes tratados possam exceder o montante do dinheiro da ajuda internacional enviado aos países em desenvolvimento.
Em 2011, a ActionAid revelou que 98% das empresas do FTSE 100 do Reino Unido usam paraísos fiscais. Em 2013, sua pesquisa sobre a evasão fiscal corporativa na Zâmbia mostrou que a Associated British Foods estava evitando pagar milhões de dólares em impostos corporativos.

## Direitos da mulher
A ActionAid integra os direitos das mulheres em todos os seus trabalhos de programação e projeto, e também realiza campanhas que se concentram especificamente nessas questões.
Exemplos notáveis incluíram a conscientização sobre o trabalho não remunerado e assédio sexual e violência (incluindo ataques com ácido) em Bangladesh, oferecendo testes gratuitos de câncer para mulheres na Nigéria que não podiam pagar e combater a mutilação genital feminina na Suécia.

## Emergências e ajuda humanitária
A ActionAid promove a liderança das mulheres em respostas humanitárias, argumentando que as mulheres estão melhor posicionadas para identificar suas necessidades e as das comunidades ao seu redor em tempos de crise. O fortalecimento dos direitos dos cidadãos também é um foco, como a campanha junto aos haitianos para maior transparência e prestação de contas sobre como o dinheiro da ajuda foi gasto após o sismo do Haiti de 2010.
Como estabeleceu relações com comunidades e outras ONGs em países que são propensos a eventos ecológicos, a ActionAid é frequentemente capaz de responder rapidamente a emergências. Crises e respostas notáveis incluíram o sismo e tsunami do Oceano Índico de 2004, a seca na África Oriental e na Índia, e enchentes em Gana, Ruanda, Serra Leoa, Bangladesh e Nepal.

## Patrocínio de crianças
O patrocínio infantil é uma das principais fontes de renda da ActionAid. Os doadores patrocinam uma criança de uma comunidade em um país em desenvolvimento e recebem atualizações regulares sobre o progresso e desenvolvimento da criança.
Fundos de patrocínio apoiam toda a comunidade da criança, "para que as crianças tenham um lugar saudável e seguro para viver e crescer". Este apoio assume a forma de fornecimento de água potável, cuidados de saúde, programas agrícolas, centros de educação em áreas onde as escolas não estão disponíveis e esquemas de geração de rendimento da comunidade.

## Literatura
- Brown, Lalage. Preparing the Future-Women, Literacy, and Development. Web ActionAid, 1990. March 2012.
- Ahmed, F & Werker, E. What do Non-governmental Organizations Do? Web Journal of Economic Perspectives, 2007. March 2012
- ActionAid. End Poverty Together. Web. March 2012
- United Nations Office on Drugs and Crime. ActionAid (South Africa). Web 2012. March 2012